# Obtížný problém vědomí
Obtížný problém vědomí je pojem zavedený Davidem Chalmersem a představuje jeden z největších problémů současné filosofie mysli. Snaží se objasnit existenci stavů vědomí a fenomenologie poznání, tedy táže se, jak je možné, že věci se nám určitým způsobem jeví, vyvolávají v nás dojmy a emoce. Stav věcí je dle této teorie věcí vědomou spíše než nevědomou. Každá věc okolo nás v nás vyvolává určité dojmy, věda dokáže analyzovat samou podstatu sledované věci - její charakteristické vlastnosti, chemické vlastnosti a vysvětlí, jak něco funguje. Přesto věda nedokáže vysvětlit, jak vzniká dojem, který v nás daná věc vyvolává. To implikuje, že taktéž vědomí obsahuje něco za hranicemi poznání vědy. Vědomí tedy tvoří hranici toho, co vše lze metodami vědy popsat a stává se pro vědu obtížným problémem. Velmi dobře tento problém popisuje pasáž z Chalmersova díla:
„Jak se to stane, že v okamžiku, kdy naše kognitivní systémy začnou zpracovávat vizuální a zvukové informace, získáme vizuální a zvukovou zkušenost: hloubku modré barvy či zážitek z jednočárkovaného cé? Jak můžeme vysvětlit, proč je zde něco, jako co nám daný obraz připadá, nebo jakou zažijeme emoci? Je široce přijímáno, že zkušenost je založena na fyzické bázi, nemáme však žádné dobré vysvětlení pro to, proč a jak se to tak jeví. Proč by vůbec fyzické zpracovávání mělo dávat vzniknout bohatému vnitřnímu životu? Zdá se to objektivně nepodložené, a přesto se to děje.” 

## Lehké a obtížné problémy
Podle Chalmerse neexistuje jen jeden problém vědomí. Rozlišuje snadné problémy vědomí, které spadají do kategorie těch, které nám umožňují rozlišovat, kategorizovat, reagovat na vnější stimuly, zařadit informaci, vyjádřit svůj stav mysli, soustředit pozornost nebo rozlišit mezi bdělostí a spánkem. Tyto stavy vědomí lze do velké míry vysvětlit vhodnými kognitivními a neurofyziologickými metodami. Je evidentní, že kdyby tyto stavy mysli byly vše, co vědomí obsahuje, potom by se zde o žádný přílišný problém nejednalo.
Obtížný problém je podle Chalmerse problémem zkušenosti. Proces vnímání nespočívá jen ve zpracovávání informací, ale je zde i silný subjektivní prvek v podobě subjektivní zkušenosti. V této souvislosti zavádíme pojem qualia, což je subjektivní kvalita vědomí, tedy jak konkrétní osoba na základě své zkušenosti zpracovává vnější vjemy. Je zřejmé, že tento prvek vědomí je zcela unikátní pro každého jedince a nelze ho duplikovat, proto lze říci, že žádní dva jedinci nevnímají daný jev stejně. Subjektivní zkušenost vždy přidá něco unikátního. Můžeme tedy usuzovat, že i kvalitativní stránka vědomé zkušenosti není duplikovatelná, reprodukovatelná a především vysvětlitelná prostřednictvím empirické vědy.

## Kritika
Kriticky se vůči existenci obtížného problému vědomí vymezují především eliminativisté, zastávající materialistickou pozici v teorii mysli. Jedním z nejradikálnějších odpůrců je americký filosof a kognitivní vědec Daniel Dennett, který popírá existenci qualií. Jeví se totiž v přímé kontradikci s myšlenkami eliminativistů, kteří věří, že stavy vědomí jsou vysvětlitelné metodami biologie, pouze dosud nebyly uskutečněny dostatečné pokroky ve vědě, aby mohla být tato teorie prokázána.